# Podsused – Vrapče
Podsused – Vrapče gradska je četvrt u samoupravnom ustrojstvu Grada Zagreba. Četvrt obuhvaća dio Susedgrada. Drugi dio Susedgrada obuhvaća 
gradska četvrt Stenjevec.
Gradska četvrt je osnovana Statutom Grada Zagreba 14. prosinca 1999.
Po podacima iz 2011. površina četvrti je 36,05 km2, a broj stanovnika 45 759.
Četvrt obuhvaća zapadni dio grada, sjeverno od željezničke pruge.
Južni dio četvrti je gusto naseljen, i u njemu se ističu gradska naselja Gajnice, Vrapče, i dio naselja Stenjevec (drugi dio se nalazi u istoimenoj gradskoj četvrti). Na sjeveru se na brdima nalazi niz slabije urbaniziranih gradskih naselja Perjavica, Borčec, Gornji Stenjevec, Gornje Vrapče, Bizek, Gajnički Vidikovaci Podsusedsko Dolje. Na najzapadnijem dijelu gradske četvrti, odnosno Zagreba nalazi se slabo urbanizirano gradsko naselje Podsused i prigradsko naselje nadomak Grada Zaprešića Jarek Podsusedski.

## Vijeće gradske četvrti Podsused – Vrapče
- predsjednik: nije izabran
- potpredsjednik: nije izabran

Vijeće gradske četvrti Podsused – Vrapče ima 15 zastupnika.
| lista | lista                                                                  | nositelj liste        | glasovi | postotak | mandati |
| ----- | ---------------------------------------------------------------------- | --------------------- | ------- | -------- | ------- |
|       | Možemo! – SDP                                                          | Ivan Vedak            | 6902    | 46,21 %  | 9 / 15  |
|       | HDZ – Domovinski pokret – HSU – HSS                                    | Aljoša Bosnar         | 2011    | 13,46 %  | 2 / 15  |
|       | NL Marija Selak Raspudić                                               | Mažda Hdagha          | 1858    | 12,44 %  | 2 / 15  |
|       | Zagreb United                                                          | Marijana Bilić Rakvin | 1182    | 7,91 %   | 1 / 15  |
|       | Jedino Hrvatska! – Domino – Hrvatski suverenisti – Blok za Hrvatsku    | Tomislav Jelić        | 1182    | 7,91 %   | 1 / 15  |
|       | NL Pavle Kalinić – Stranka umirovljenika – Umirovljenici zajedno – ZDS | Ljiljana Ivković      | 656     | 4,39 %   | 0 / 15  |
|       | Most – HSP                                                             | Ivan Orlović          | 605     | 4,05 %   | 0 / 15  |
|       | Blok umirovljenici zajedno – Plavi grad                                | Dejan Kljajić         | 538     | 3,60 %   | 0 / 15  |

## Vanjske poveznice
- Službene stranice grada Zagreba
- Službena web stranica Gradske četvrti